# Kenneth Beck
Kenneth Melwyn Beck (Lovelock, 19 aprile 1915 – Arcadia, 1º maggio 1982) è stato un pallanuotista statunitense, che ha partecipato alle Olimpiadi estive del 1936 e del 1948.
Nel 1976, è stato inserito nella USA Water Polo Hall of Fame.